# Festival Internacional de Cine LGBT El Lugar Sin Límites
El Festival Internacional de Cine LGBT El Lugar Sin Límites es un festival de cine LGBT que se lleva a cabo de forma anual en Ecuador desde 2002. El certamen fue creado como forma de generar nuevos espacios para las poblaciones LGBT ecuatorianas distintos a discotecas o sitios similares. Es el único festival de cine de Ecuador enfocado en películas con temáticas LGBT.
El festival ha contado con el apoyo del Ministerio de Cultura y Patrimonio, el Consejo Nacional de Cinematografía, la Casa de la Cultura Ecuatoriana y la Municipalidad de Quito. Cada año otorga además los Premios MAX, en las categorías largometraje de ficción, largometraje documental, cortometraje de ficción y cortometraje documental.
El nombre del festival fue elegido en honor a la película El lugar sin límites, dirigida en 1978 por Arturo Ripstein y basada en la novela homónima de José Donoso.

## Historia
Como antecedente del festival estuvieron las "Noches de cine gay", organizadas por la fundación cultural Ocho y medio en 2001 en Quito y donde se presentaban una vez al mes distintas películas con temáticas LGBT.
El festival tuvo su primera edición en Quito del 15 al 28 de noviembre de 2002, en honor al aniversario de los cinco años de la despenalización de la homosexualidad en Ecuador. Fue creado por Fredy Alfaro, que en ese entonces manejaba el sitio web QuitoGay, y Mariana Andrade, propietaria de la fundación cultural Ocho y medio. La primera edición llevó por nombre "Muestra de Cine sobre la Homosexualidad El Lugar Sin Límites", presentó seis películas y tuvo una afluencia de entre 20 a 45 personas por proyección.
En años posteriores ha contado con más de 80 presentaciones, entre largometrajes, cortometrajes, películas de ficción y documentales; y algunas proyecciones han superado los 350 asistentes. Se ha extendido además a ciudades como Guayaquil, Cuenca, Portoviejo, Riobamba, Ambato, Ibarra, Tulcán, Bahía de Caráquez, Otavalo y Manta.
Desde 2005 forma parte de la Red Iberoamericana de Festivales de Cine LGBT.
En 2009 se presentó en el festival por primera vez una película ecuatoriana, el documental A imagen y semejanza, de la directora Diana Varas.
El festival no se desarrolló durante la Pandemia de COVID-19, pero volvió a desarrollarse a partir de 2021.